# 绝望 (小说)
《绝望》（俄语：Отчаяние）是弗拉基米尔·纳博科夫的一部小说，出版于1969年。最初用俄文写作，1934年在巴黎流亡白俄的文学期刊《当代》（Sovremennye zapiski）上连载。1936年全书出版，1937年被作者翻译成英文。1937年的英文版本在第二次世界大战期间大部分毁于德军空袭，存世仅数本。1965年，纳博科夫出版了第二本英文译本，这是目前在发行的唯一的英文译本。

## 情节
故事的叙述者和主人公赫尔曼·卡洛维奇，是一个德国血统的俄罗斯人，一家巧克力工厂的老板。他在布拉格遇到一个无家可归的人。赫尔曼认为此人是自己的分身。尽管所谓的分身费利克斯似乎并不认为他们二人有何相似，但赫尔曼还是坚持认为，他们两人之间是惊人的相似。赫尔曼的妻子是莉迪雅，根据赫尔曼的说法，她有时愚蠢而又健忘。她有一个表妹，叫阿尔达利翁。莉迪雅和阿尔达利翁两人其实是一对恋人，虽然赫尔曼一直强调说，莉迪雅非常爱他。有一次，赫尔曼赤身裸体地走近那对情侣，但他似乎完全忘记了，也许是故意的。过了一段时间，赫尔曼与费利克斯制定了一个计划，让费利克斯假扮成赫尔曼一段时间。但在费利克斯伪装成赫尔曼后，赫尔曼杀死了费利克斯，以便在3月9日领取赫尔曼的保险金。赫尔曼认为，这次谋杀阴谋是一件完美的艺术品，而不是赚钱的阴谋。但事实证明，这两人之间没有任何相似之处，谋杀并非"完美"，很快，凶手就在一家法国小旅馆的藏身之处被警方抓获。